# Sargon I
Sargon I var en assyrisk kung som regerade mellan 1920 och 1881 f.Kr.